# Víctor Morales
Víctor Morales Salas (10 maggio 1905 – 22 maggio 1938) è stato un calciatore cileno, di ruolo difensore.

## Carriera
In carriera, Morales giocò per il Colo Colo.
Nella Nazionale cilena, disputò il Campeonato Sudamericano de Football 1924, le Olimpiadi 1928 e il Campionato mondiale di calcio 1930.